# The Red Shoes (альбом)
| Оценки критиков               | Оценки критиков |
| Источник                      | Оценка          |
| ----------------------------- | --------------- |
| AllMusic                      | [ 1 ]           |
| Chicago Tribune               | [ 2 ]           |
| Pitchfork                     | 7.0/10          |
| Rolling Stone                 | [ 4 ]           |
| The Rolling Stone Album Guide | [ 5 ]           |
| Spin Alternative Record Guide | 7/10            |
| Encyclopedia of Popular Music | [ 7 ]           |

The Red Shoes (с англ. — «Красные башмачки») — седьмой студийный альбом британской исполнительницы Кейт Буш, выпущенный 1 ноября 1993 года на лейбле EMI Records. Альбом сопровождался фильмом «Линия, крест и кривая». Это был её последний альбом перед двенадцатилетним перерывом. Альбом занял второе место в британском альбомном чарте и получил там платиновый статус за более чем 300 000 проданных копий.

## Об альбоме
Название альбома было вдохновлено одноимённым фильмом 1948 года Майкла Пауэлла и Эмерика Прессбургера, который в свою очередь был вдохновлён одноимённой сказкой Ханса Кристиана Андерсена. Сюжет о танцовщице, одержимой искусством, которая не может снять эти самые туфли и обрести покой.
Буш предполагала, что она отправится в турне в поддержку альбома, где будет выступать с живым оркестром, с меньшим количеством студийных записей, которые характеризовали её последние три альбома. Однако тур так и не состоялся.
Для Кейт Буш это был весьма непростой период, она перенесла ряд тяжёлых утрат, включая смерть своего любимого гитариста Алана Мёрфи и её матери Ханны, которая умерла за год до выхода альбома. Многолетние отношения Буш с басистом Делом Палмером также закончились, хотя пара продолжала работать вместе. «Я была очень затронута этими последними двумя годами, — отметила она в конце 1991 года. — Это были невероятно напряжённые годы для меня. Может быть, не на рабочем уровне, но со мной многое произошло. Я чувствую, что многому научились — и, да, я думаю, что [мой следующий альбом] будет совсем другим… Я надеюсь, что люди, которые ждут этого, чувствую, не будут разочарованы».
Многие из тех, кого она потеряла, подразумеваются в балладе «Moments of Pleasure», в том числе и режиссёр Майкл Пауэлл, с которым она обсуждала работу незадолго до его смерти в 1990 году. Композитор и дирижёр Майкл Кэймен написал партитуру для этой песни.
В том же году был выпущен короткометражный фильм «Линия, крест и кривая», написанный и срежиссированный самой Буш, в главной роли также она сама и британская актриса Миранда Ричардсон. В нем были представлены шесть песен из альбома: «Rubberband Girl», «And So Is Love», «The Red Shoes», «Moments of Pleasure», «Eat the Music» и «Lily». Фильм был номинирован на премию «Грэмми» как лучший музыкальный фильм.
В 1995 году Буш получила номинацию на BRIT Awards как лучшая британская певица.

## Критика
Альбом встретил смешанные отзывы музыкальных критиков. По замечанию рецензента New Musical Express Терри Стонтона, «многие ли из нас сумели бы выдержать добровольную ссылку, в которой прожила всю свою взрослую жизнь Кейт Буш? Она возвела уединение в ранг художественной формы… На сегодняшний день это самый личный и в то же время самый доступный её альбом, позволяющий слушателю непосредственно почувствовать боль, которую она пытается преодолеть». Критик The Observer характеризует The Red Shoes как «самый меланхоличный альбом Буш… настроение задумчивой таинственности поддерживается [в нём] изощрёнными аранжировками… Некоторые номера чересчур перегружены, но лучшие подтверждают статус Буш как серьёзного художника». По заключению The Independent on Sunday, «здесь нет ничего, что могло бы сравниться с её самыми великолепными песнями — „Breathing“ 1980 года и „The Big Sky“ 1986-го… и всё же The Red Shoes — настоящий триумф».

## Форматы
Альбом выпускался в форматах LP, CD, компакт-кассеты и мини-диска.
В 2005 году в Японии была выпущена CD-версия в субформате так называемой «мини-LP-реплики».

## Список композиций
| №  | Название              | Длительность |
| -- | --------------------- | ------------ |
| 1. | «Rubberband Girl»     | 4:42         |
| 2. | «And So Is Love»      | 4:16         |
| 3. | «Eat the Music»       | 5:08         |
| 4. | «Moments of Pleasure» | 5:16         |
| 5. | «The Song of Solomon» | 4:27         |
| 6. | «Lily»                | 3:51         |

| №   | Название                     | Длительность |
| --- | ---------------------------- | ------------ |
| 7.  | «The Red Shoes»              | 4:00         |
| 8.  | «Top of the City»            | 4:14         |
| 9.  | «Constellation of the Heart» | 4:46         |
| 10. | «Big Stripey Lie»            | 3:32         |
| 11. | «Why Should I Love You?»     | 5:00         |
| 12. | «You’re the One»             | 5:52         |

## Чарты
| Чарт (1993)                                | Высшая позиция |
| ------------------------------------------ | -------------- |
| Австралия (ARIA)                           | 17             |
| Австрия (Ö3 Austria)                       | 34             |
| Великобритания (UK Albums Chart)           | 2              |
| Дания (Hitlisten)                          | 8              |
| Европейский союз (European Top 100 Albums) | 6              |
| Германия (Offizielle Top 100)              | 18             |
| Ирландия (IRMA)                            | 10             |
| Канада (RPM Top Albums/CDs)                | 13             |
| Нидерланды (Album Top 100)                 | 23             |
| Новая Зеландия (RMNZ)                      | 30             |
| США (Billboard 200)                        | 28             |
| Финляндия (Suomen virallinen lista)        | 4              |
| Франция (SNEP)                             | 14             |
| Швейцария (Schweizer Hitparade)            | 26             |
| Швеция (Sverigetopplistan)                 | 16             |
| Япония (Oricon)                            | 24             |

| Чарт (1993)                     | Позиция |
| ------------------------------- | ------- |
| Великобритания (UK Albums, OCC) | 32      |
| Канада (Top Albums/CDs, RPM)    | 77      |

## Сертификации и продажи
| Регион                                                      | Сертификация | Продажи  |
| ----------------------------------------------------------- | ------------ | -------- |
| Канада (Music Canada)                                       | Золотой      | 50 000^  |
| Великобритания (BPI)                                        | Платиновый   | 300 000^ |
| ^ Данные о тиражах приведены только на основе сертификации. |              |          |